# Jan Rozdrażewski (zm. 1628)
Jan Rozdrażewski herbu Doliwa (ur. ok. 1595, zm. 11 grudnia 1628) – syn zmarłego w 1600 kasztelana poznańskiego Jana, krajczy królowej Konstancji Habsburżanki, starosta odolanowski.

## Życiorys
Matka małoletniego Jana, Katarzyna z Potulickich, kilka lat po śmierci męża wyszła za mąż po raz wtóry w 1605 za Ludwika Wejhera nie pozwalając w ten sposób na to, by wyznaczeni przez pierwszego męża opiekunowie jej dzieci Aleksander i Jan Rozdrażewscy mieli wpływ na wychowanie dzieci i na zarządzanie dziedziczonym przez nie majątkiem. Młodociany Jan przypuszczalnie uczył się w kolegium jezuitów w Kaliszu, wychowywany w duchu katolickim. Jego matka zmarła w 1613 i od tego czasu datuje się obejmowanie majątku przez młodego Jana; współdziałał przy tym ze swymi opiekunami. W tym trwającym wiele lat procesie doszło do sporu majątkowego z Wejherami o dobra koźmińskie, które w rezultacie stracił.
Od roku 1614 podróżował po Włoszech, studiował w Padwie, odwiedził też Rzym. 11 grudnia 1618 brał udział w sejmiku w Środzie Wielkopolskiej. Prawdopodobnie w roku następnym ożenił się z córką wojewody lubelskiego Marka Sobieskiego, wdową po zmarłym w 1617 Dadźbogu Karnkowskim, deputacie na Trybunał Koronny, Gryzeldą. Tym małżeństwem uzyskał starostwo odolanowskie, zapisane Gryzeldzie na dożywocie przez pierwszego męża.
W 1621 Rozdrażewski zdecydował się wziąć udział w wojnie polsko-tureckiej; podczas walk 2 i 9 września na czele liczącej 150 zbrojnych roty husarskiej zajmował pozycje na prawym skrzydle pułku hetmana Stanisława Lubomirskiego.
W 1622 został Jan Rozdrażewski krajczym królowej Konstancji Habsburżanki, w grudniu tego roku na sejmiku w Środzie Wlkp. wybrany został posłem na sejm w 1623, uczestniczył też – jako reprezentant Wielkopolski – w sejmie na początku 1624, potem zaś, 19 marca tego samego roku, brał udział w obradach średzkiego sejmiku nadzwyczajnego, który zwołano w celu uchwalenia werbunku wojsk w celu obrony Wielkopolski przed rabunkami przechodzących przez województwo obcych armii.
Poseł na województwa poznańskiego i kaliskiego na sejm 1624, 1627 i 1628 roku.
Ostatni raz Jan Rozdrażewski wziął udział w sejmiku wielkopolskim w Środzie 5 czerwca 1628; uzyskał wówczas po raz kolejny mandat na sejm  Rzeczypospolitej. Zmarł w tym samym roku w wieku lat 33.
Synami Jana i Gryzeldy byli: starszy Krzysztof Aleksander (poległ w Niderlandach ok. roku 1638) i młodszy Jakub Hieronim (ur. ok. 1621, zm. 1662, przyszły kasztelan kaliski, wojewoda inowrocławski).